# Cséfalvay Zoltán
Cséfalvay Zoltán (Máriakálnok, 1958. március 27.) magyar egyetemi tanár, politikus, 2010 és 2014 között a Nemzetgazdasági Minisztérium stratégiai államtitkára.

## Tanulmányai, tudományos előmenetele
A debreceni Kossuth Lajos Tudományegyetemen (KLTE) szerzett középiskolai történelem-földrajz szakos tanári diplomát 1982-ben.
1986-ban a KLTE-n egyetemi doktori címet szerzett. 1987-ben és 1988-ban a müncheni Lajos–Miksa Egyetemen (LMU) posztgraduális képzésben vett részt DAAD ösztöndíjjal.
1995 és 1997 között az Alexander von Humboldt Alapítvány kutatói ösztöndíjasa volt a  Heidelbergi Egyetem Földrajzi Intézetében. A következő két évben kutatási projektvezető volt az Osztrák Tudományos Akadémia Város és Regionális Kutató Intézetében, Bécsben.
1996-ban az MTA Doktori Tanácsától kandidátusi fokozatot nyert földrajzi tudományokból. 1999-ben a KLTE-n habilitált.
2008 és 2010 között a Cardiffi Egyetemen volt az Európai Unió Marie Curie kutatói ösztöndíjasa.
2003-tól a bécsi Institut für den Donauraum und Mitteleuropa (IDM, Duna-térségi és Közép-európai Intézet), 2010-től pedig a Private Urban Governance Research Network tudományos tanácsának tagja. 2020 óta a Mathias Corvinus Collegium műhelyvezetője.
Németül és angolul beszél. Nős, egy gyermek édesapja.

## Pályája
1983-tól 1990-ig az MTA Földrajztudományi Kutató Intézet tudományos munkatársa volt. 1990-ben az Ipari és Kereskedelmi Minisztérium miniszteri kabinetfőnöke lett, ezt a posztot a következő évig töltötte be, amikor a Magyar Nemzeti Bank elnöki tanácsadója lett. 1995-től három évig a Magyar Trendkutató Központ megbízott igazgatója volt, majd két évig a székesfehérvári Kodolányi János Főiskola turizmus tanszékét vezette. 2000-től a Gazdasági Minisztérium regionális gazdaságfejlesztési helyettes államtitkárságát vezette, 2002-ig.
2002-től egyetemi tanár az Andrássy Gyula Budapesti Német Nyelvű Egyetemen. 2006-tól 2010-ig a Nézőpont Intézet szakmai tanácsadója volt. 2010-től a Cardiffi Egyetem tiszteletbeli tanára.
A köztársasági elnök 2010. június 2-án a második Orbán-kormányban újonnan felálló Nemzetgazdasági Minisztérium államtitkárának nevezte ki. Az államtitkári pozíciót 2014-ig töltötte be. 2014. október 1-jétől a Gazdasági Együttműködési és Fejlesztési Szervezet (OECD) magyar állandó képviseletének vezetője, 2015. január 1-jétől Magyarország UNESCO nagykövete.

## Publikációi
Tizennégy önálló kötetet és több mint hatvan tanulmányt publikált hazai, német és angol folyóiratokban és tanulmánykötetekben Kelet-Közép-Európa piacgazdasági átalakulásáról, a globalizációról, illetve a lakás- és munkaerőpiacról.

### Cikkek
- Cséfalvay, Z. Webster C. (2012) Gates or No Gates? A Cross-European Enquiry into the Driving Forces behind Gated Communities. Regional Studies: The Journal of the Regional Studies Association, Volume 46, Number 3, pp. 293–308.
- Cséfalvay, Z. (2011) Gated communities for security or prestige? A public choice approach and the case of Budapest. International Journal of Urban and Regional Research, Volume 35, Issue 4, pp. 735–752.
- Cséfalvay, Z. (2010) After post-Metropolis: Global Recession and Urban Development in Eastern and Central Europe. Corvinus Regional Studies, 1 (2-3), pp. 5–20.
- Cséfalvay, Zoltán (2010) Searching for Economic Rationale behind Gated Communities: A Public Choice Approach. Urban Studies, 1-16.
- Cséfalvay, Z. (2010) After post-Metropolis: Gated Communities in Europe. In: Rawani, A. M., Kettani, H. and Ting, Z. (Eds.) Proceedings of 2010 International Conference on Humanities, Historical and Social Sciences, Singapore, 26-28 February. World Academic Press, Liverpool, pp. 61–65.
- Cséfalvay, Z. (2009) Le développement des quartiers sécurisés et la peur de la délinquance: le cas de Budapest. Déviance et Société, 33 (4), pp. 573–591.
- Cséfalvay, Z. (2009) The Magic of Trilemma: Urban Governance and gated Communities. Paper presented at City Futures ’09 conference, 4-6 June 2009, Madrid.
- Cséfalvay, Z. (2009) Demythologising gated communities in Budapest. In Smigiel, C. (Ed) Gated and Guarded Housing in Eastern Europe, Forum ifl, issue 11, pp. 35–47, Leipzig: Selbstverlag des Leibniz-Instituts für Länderkunde, pp. 35–47.

### Online Debate
- Cséfalvay, Z. (2009) The Demystification of Gating, Debate February 2009, European Journal of Spatial Development.

### Könyvek
- Cséfalvay, Z. (2017) A nagy korszakváltás. Kairosz Kiadó, Budapest, 431pp.
- Cséfalvay, Z. (2008) Kapuk, falak, sorompók – a lakóparkok világa. Gondolat Kiadó, Budapest, 299pp.
- Cséfalvay, Z. (2006) Kérdések Robin Hoodhoz. Esszék a magyar gazdaságról és társadalomról 1997-2006. Kairosz Kiadó, Budapest, 384pp.
- Cséfalvay, Z. (2004) Globalizáció 1.0. Nemzeti Tankönyvkiadó, Budapest, 254pp.
- Cséfalvay, Z. (2004) Globalizáció 2.0. Nemzeti Tankönyvkiadó, Budapest, 305pp.
- Cséfalvay, Z. – Landesmann, M. – Matolcsy, Gy. (Eds.) (1999) Hungary's Accession to the EU: The impact on selected areas of Hungarian-Austrian relations. The Vienna Institute for International Economic Studies (WIIW) and Economic Growth Institute (EcoGI), Vienna-Budapest, 165pp.
- Cséfalvay, Z. (1999) Die Wettbewerbsfähigkeit der österreichischen Großstädte. ISR-Forschungsberichte 19, Institut für Stadt- und Regionalforschung, Österreichische Akademie der Wissenschaften, Wien, 66pp.
- Cséfalvay, Z. (1999) Helyünk a nap alatt – Magyarország és Budapest a globalizáció korában. Kairosz Kiadó, Budapest, 227pp.
- Cséfalvay, Z. (1997) Aufholen durch regionale Differenzierung? Von der Planwirtschaft zur Marktwirtschaft – Ostdeutschland und Ungarn im Vergleich. Erkundliches Wissen 122, Franz Steiner Verlag, Stuttgart, 235pp.
- Lichtenberger, E. – Cséfalvay, Z. – Paal, M. (1994) Stadtverfall und Stadterneuerung in Budapest. Vor der politischen Wende und heute. Beiträge zur Stadt-und Regionalforschung 12., Verlag der Österreichischen Akademie der Wissenschaften, Wien, 176pp.
- Cséfalvay Z. (1994) A modern társadalomföldrajz kézikönyve. Ikva Kiadó, Budapest, 346pp.
- Cséfalvay, Z. – Fassmann, H. – Rohn, W. (1993) Regionalstruktur im Wandel – Beispiel  Ungarn. ISR-Forschungsberichte 11, Institut für Stadt- und Regionalforschung der Öst. Akad. d. Wiss., Wien, 70pp.

### Könyvfejezetek
- Cséfalvay Z. (2008) Regionalpolitik am Wendepunkt – Ungarn nach dem EU-beitritt. In: Boss, E. – Dieringer, J. (Hrsg.): Die Genese einer Union der 27. Das Europäische Union nach der Ostwerweiteriung. VS Verlag für Sozialwissenschaften, Wiesbaden, pp. 169–191.
- Cséfalvay Z. (2007) Gewinner und Verlierer. Eine wirtschaftspolitische Bilanz der Osterweiterung der EU aus ungarischer und ostmitteleuropäischer Perspektive. In: Schäfer, Wolf – Wass von Czege, Andreas (Hrsg.): Das Gemeinsame Europa – viele Wege, kein Ziel; Schriftenreihe des Europa-Kollegs Hamburg zur Integrationsforschung 54, Nomos Verlag, Baden-Baden, pp. 117–139.
- Cséfalvay Z. 2002. Changes and Challenges – Hungary at the Dawn of the New Century. In: Heinz-Dieter Wenzel,. (Eds.) Integration and Transformations in Albania, Hungary and Macedonia. Conference Volume, Bamberg, Germany, pp. 13–21.
- Cséfalvay, Z. (2001) The New Role of Budapest in the Central European City System. In: Meusburger, P. – Jöns, H. (Eds.) Transformations in Hungary. Essays in Economy and Society. Physica Verlag, Heidelberg/New York, pp. 273–290.
- Cséfalvay Z. 2000. Wirtschaftliche Aspekte der Osterweiterung – Beispiel Ungarn. In: Hrbek, R. (Hrsg.) Die Osterweiterung der EU. EZZF Occasional Papers Nr. 22., Tübingen, pp. 62–71.
- Cséfalvay, Z. 1997. Transformationsprozeß und die Binnenmigration in Ungarn nach der Wende. In: Heller, W. (Hrsg.): Migration und sozioökonomische Transformation in Südosteuropa. Südosteuropa-Studien band 59, Südosteuropa Gesellschaft, München, pp. 129–154.
- Cséfalvay, Z. – Fassmann, H. – Rohn, W. 1997. Neue regionale Disparitäten in Ungarn. In: Fassmann, H. (Hg.): Die Rückkehr der Regionen. Beiträge zur regionalen Transformationsforschung Ostmitteleuropas. Beiträge zur Stadt- und Regionalforschung 15, Österreichische Akademie der Wissenschaften, Wien, pp. 141–186.

## Elismerései
- Káldor-díj, Budapesti Corvinus Egyetem Gazdaságpolitikai Tanszék (2004)
- A Magyar Érdemrend parancsnoki keresztje (2025)[1]